# Druogno
Druogno ist eine Gemeinde in der italienischen Provinz Verbano-Cusio-Ossola (VB) in der Region Piemont.

## Lage und Einwohner
Druogno liegt 54 Straßenkilometer nordwestlich von der Provinzhauptstadt Verbania und 14 km östlich von Domodossola im Valle Vigezzo, unweit der Grenze zum Schweizer Kanton Tessin, wo das Tal Centovalli genannt wird. Das Gemeindegebiet umfasst eine Fläche von 29 km² und hat 1046 Einwohner (Stand 31. Dezember 2023). Zu Druogno gehören die Fraktionen Albogno, Coimo, Gagnone, Orcesco, Sagrogno und Sasseglio.
Die Nachbargemeinden sind Masera, Santa Maria Maggiore und Trontano.

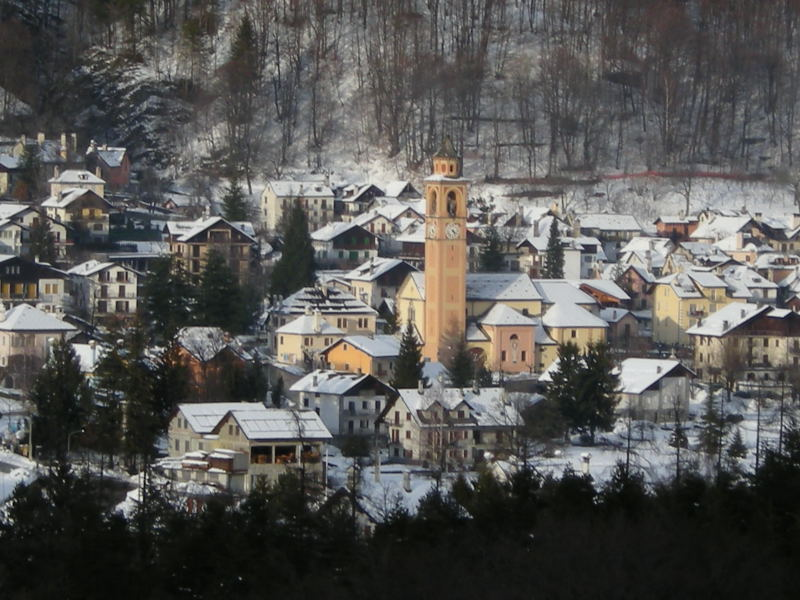
Druogno
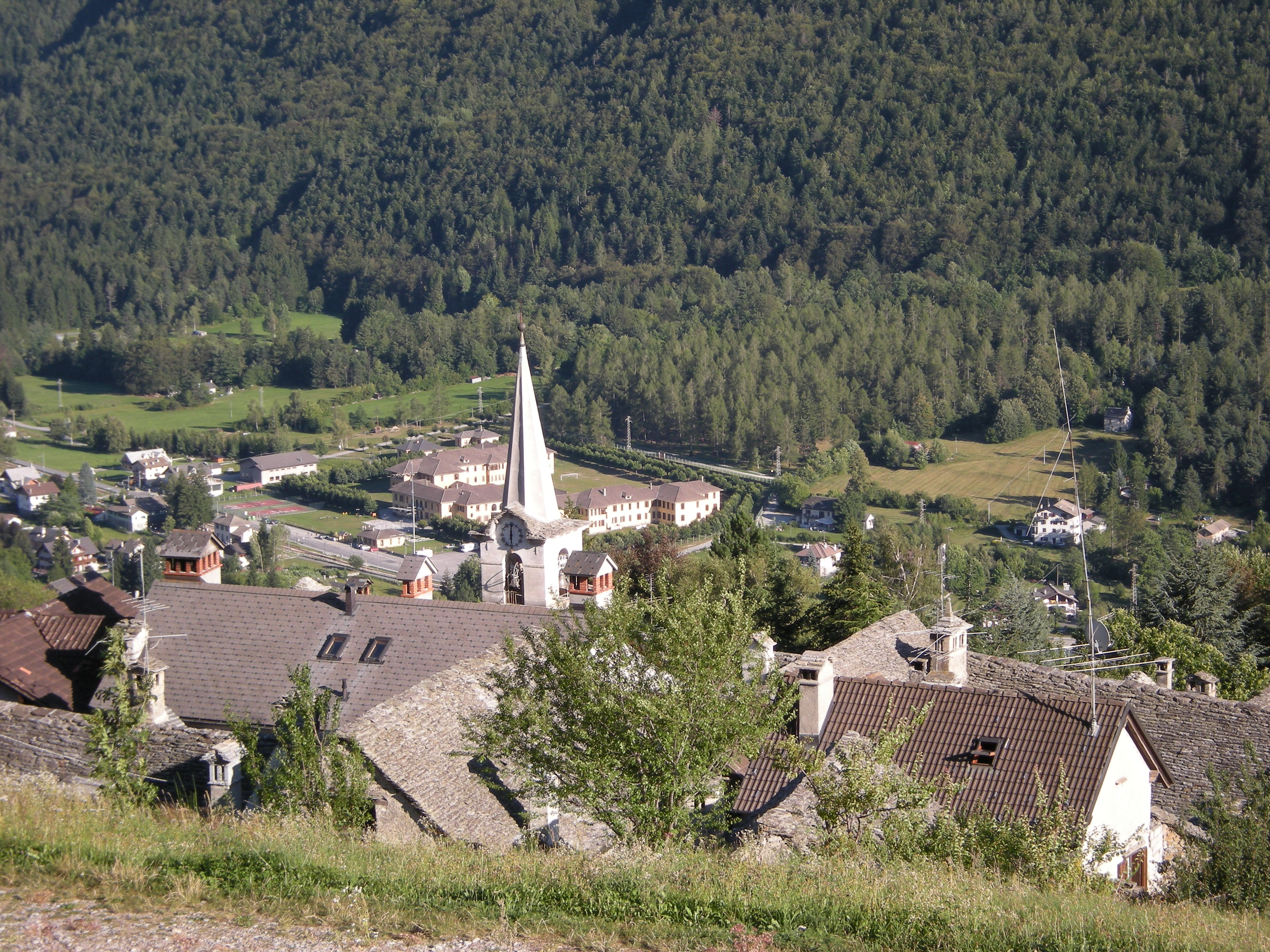
Fraktion Albogno
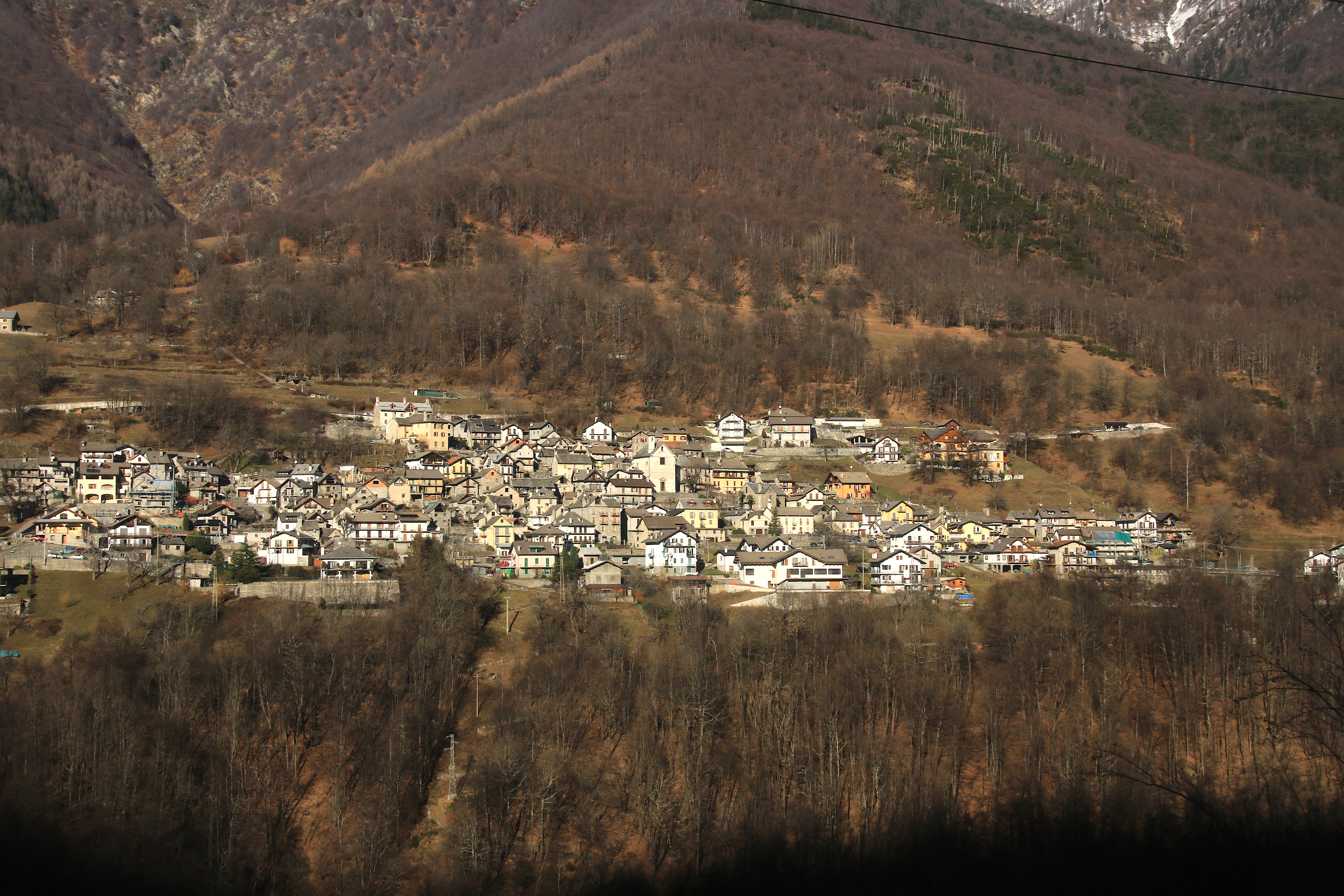
Fraktion Coimo

## Verkehr

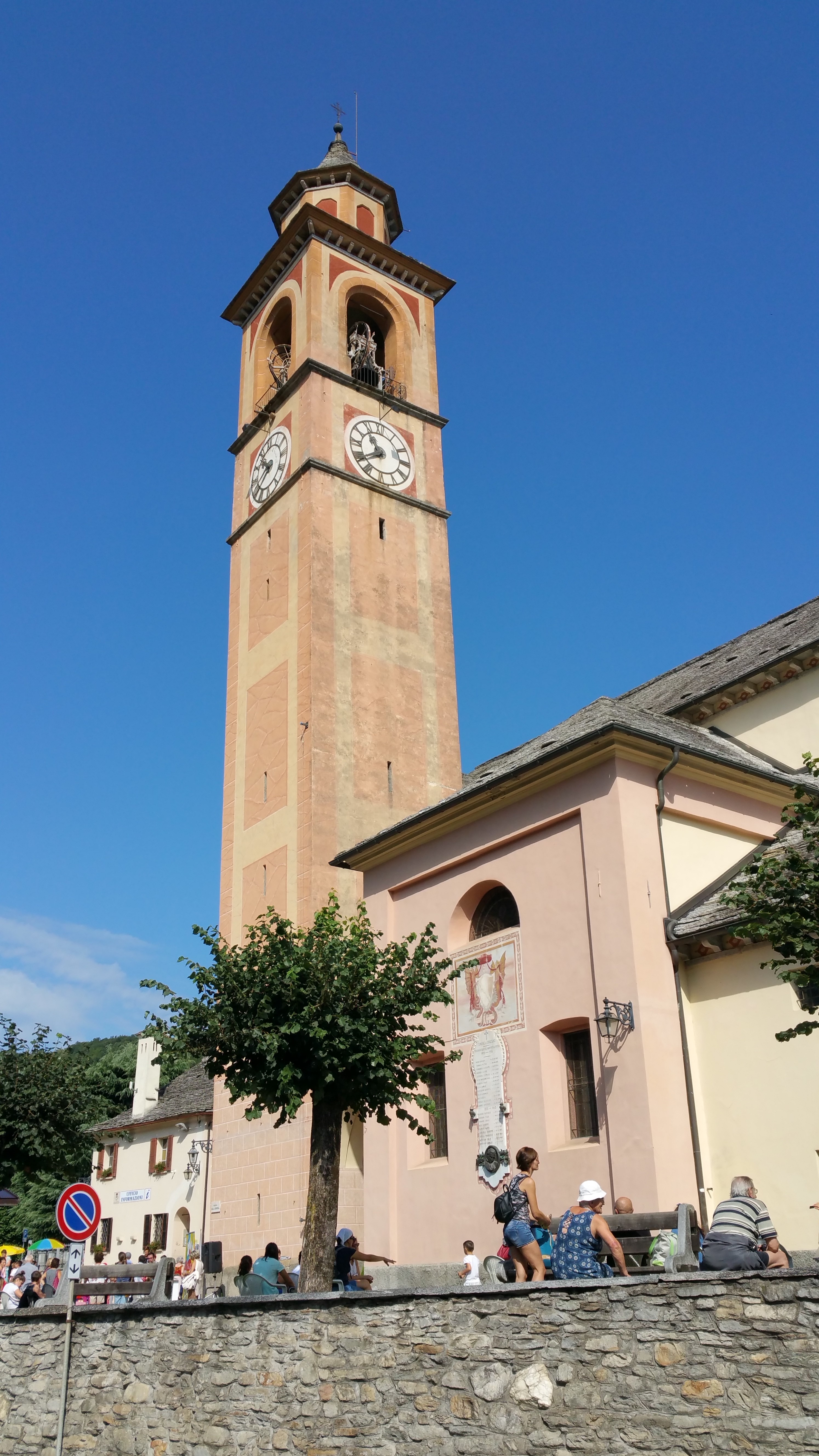
Kirche San Silvestro

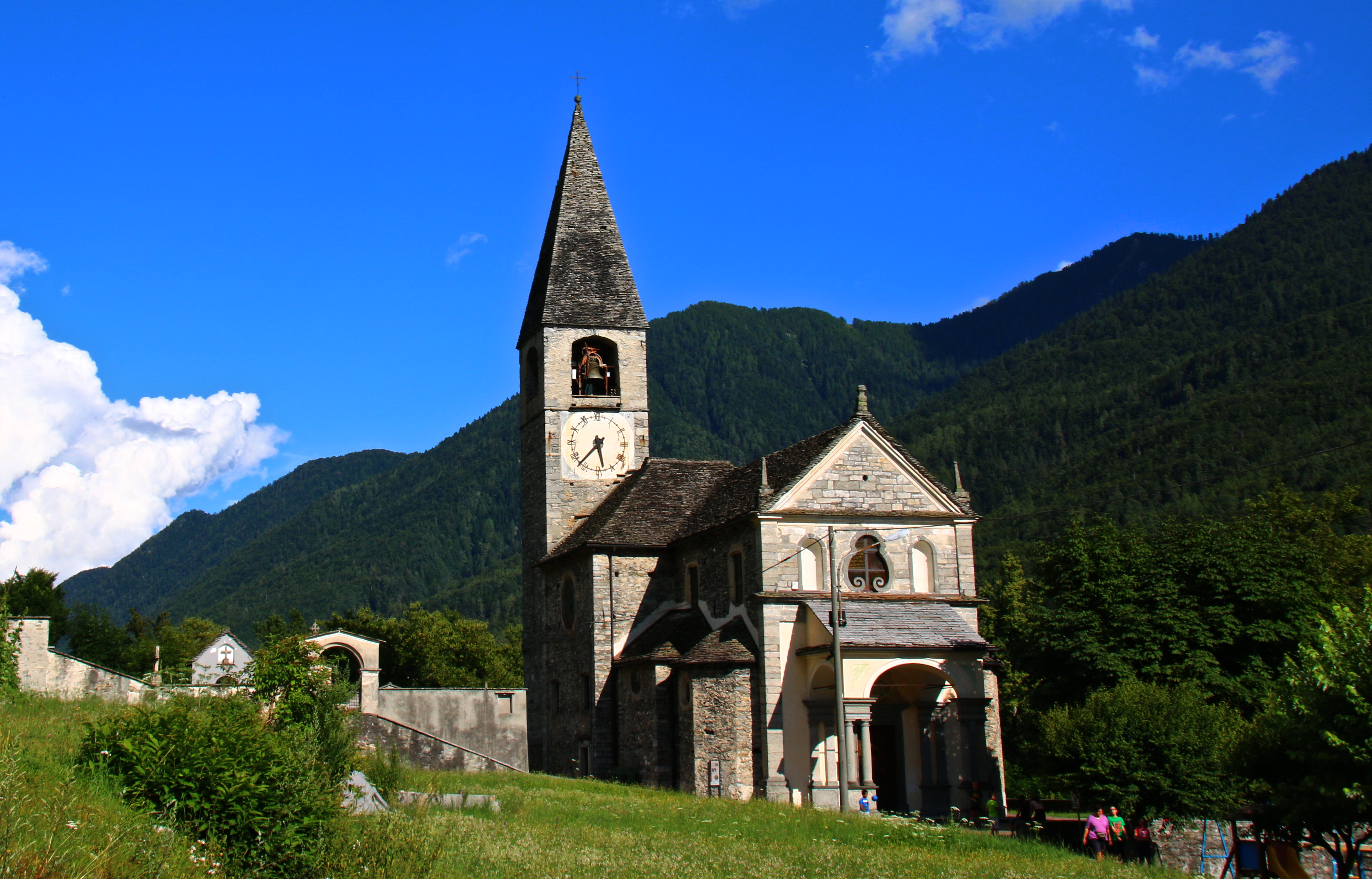
Kirche Sant’Ambrogio in Coimo

In der Gemeinde gibt es drei Bahnhöfe auf der Strecke Domodossola–Locarno:
- Bahnhof Druogno, im Zentrum des Dorfes gelegen;
- Bahnhof von Gagnone-Orcesco, der sich im gleichnamigen Dorf befindet;
- Bahnhof von Coimo, der sich auf dem Land in der Nähe des gleichnamigen Dorfes befindet.

## Sehenswürdigkeiten
- Oratorium San Michele Arcangelo im Ortsteil Albogno erbaut im Jahr 1696.
- Kirche Sant’Ambrogio im Ortsteil Coimo mit Fresken des Malers Giuseppe Mattia Borgnis (1728).
- Oratorium San Rocco im Ortsteil Sagrogno.
- Betkapelle Santissimo Sacramento im Ortsteil Sasseglio mit Fresken des G. M. Borgnis (1751).
- Oratorium San Defendente im Ortsteil Gagnone.
- Oratorium San Carlo Borromeo im Ortsteil Orcesco.
- Die große Sommerbergkolonie, benannt nach Luigi Razza, die in den 30er Jahren eingeweiht wurde und immer noch aktiv vom Konsortium der Ferienhäuser der Gemeinden von Novara verwaltet wird. Der Ostflügel des Bauwerks wurde dank eines europäischen Projekts Interreg Italien-Schweiz, genannt Tramevive, der Stiftung UniversiCà anvertraut und 2013 vollständig zurückgebaut. Es beherbergt eine große multimediale Museumsausstellung genannt Museo UniversiCà.

## Kultur
Auf einer Fläche von über 2000 Quadratmetern im Ostflügel der Colonia Montana befindet sich ein multimediales Museum, das den Traditionen und dem Handwerk des Valle Vigezzo gewidmet ist, und ein Bereich, der für Wechselausstellungen, Konferenzen und Ausstellungen reserviert ist. Außerdem befinden sich hier Arbeitsplätze für die eingehende Konsultation eines virtuellen Archivs.